# 淀橋教会
淀橋教会（よどばしきょうかい）はホーリネス運動で最初に誕生したウェスレアン・ホーリネス教団の教会。ホーリネス運動の中で重要な役割を果たして来た。ヨハン教会は淀橋教会から独立した教会である。

## 沿革

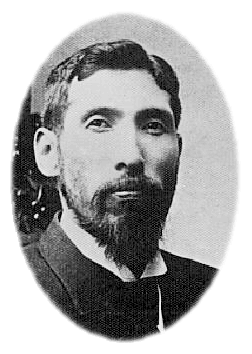
初代牧師笹尾鉄三郎

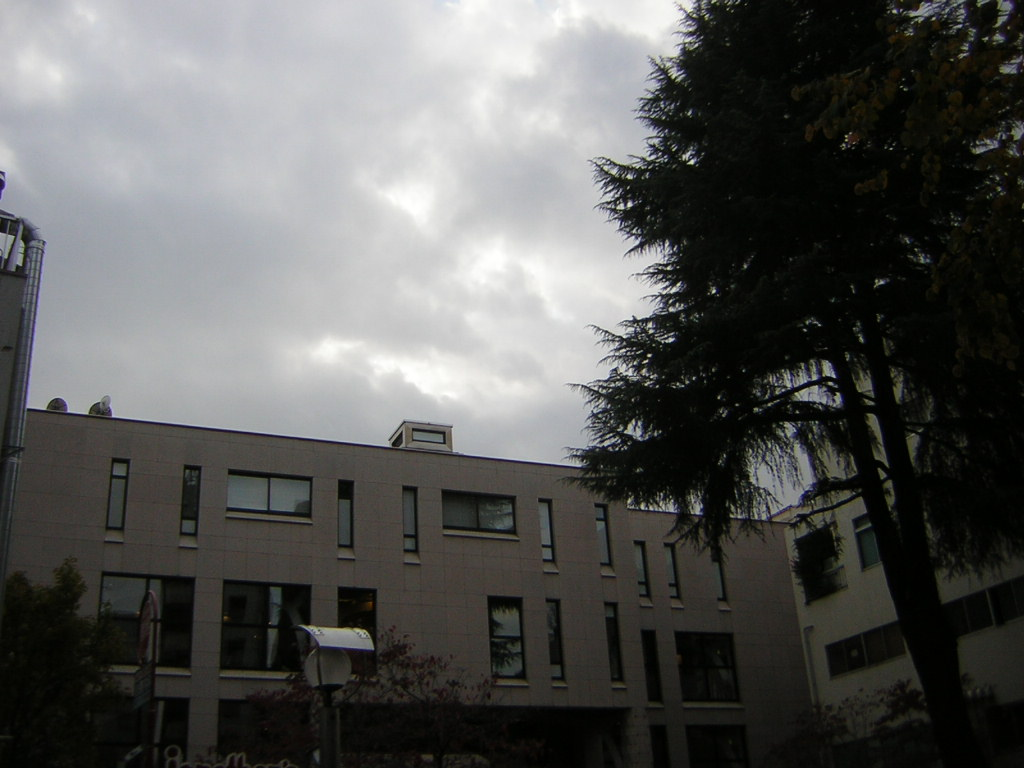
現在の淀橋教会

### 中央伝道館
1901年（明治34年）、中田重治とチャールズ・カウマンが東京神田神保町に中央福音伝道館を設立する。しかし、この時点では教会を形成する予定はなかった。

### 聖書学院教会
1904年（明治37年）に活動の拡大に伴い、聖書学校が淀橋町柏木に移転し、東京宣教会聖書学院・通称柏木聖書学院になる。聖書学院で集会が行われるようになり、教会が形成され聖書学院教会と呼ばれた。菅野鋭が聖書学院教会の牧師をしていた。

### 淀橋教会設立
1911年（明治44年）の聖教団事件の際に、聖書学院教会と神田の信徒で日本聖教団淀橋教会と呼称するようになる。笹尾鉄三郎が嘱託で初代牧師に就任する。10月29日に聖書学院講堂で聖書学院教会と淀橋連合が礼拝をした後に、聖書学院教会を閉鎖して、新しい借家の淀橋教会へ全信徒が移ることになった。しかし、1ヶ月後に和解して、淀橋教会は再び聖書学院講堂で礼拝をすることになった。1913年（明治45年／大正元年）には、笹尾鉄三郎が事実上淀橋教会を辞任して、フリーの巡回伝道者になる。1913年（大正2年）に中田重治が東洋宣教会報を発表して、車田秋次が淀橋教会の担当をすることになる。。
1914年（大正2年）4月27日に聖書学院の外に会堂を建設して、独自の会堂で礼拝するようになる。中田が東京にいるときはよく淀橋教会で説教をした。その後、中田重治が牧師に就任する。

### 小原時代

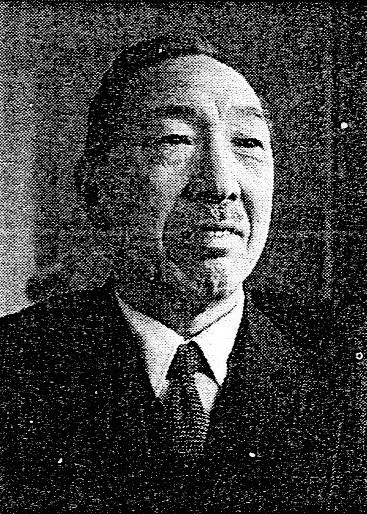
第4代目牧師の小原十三司

1917年（大正5年）4月27日に小原十三司が四代目牧師に就任する。同年、東洋ホーリネス教会の設立と共に、福音伝道館から正式に教会になった。
1919年（大正7年）に、淀橋教会での早天祈祷会がきっかけになり、大正のホーリネス・リバイバルが起こる。1924年（大正12年）に会堂を増築して、同年2月10日より14日まで落成式と兼ねた記念聖会が行われ、中田重治監督が説教をした。
1933年（昭和8年）にホーリネス分裂事件が起こり、淀橋教会は委員側になる。1935年（昭和10年）に大外側を改築する。1936年（昭和11年）に和協分離によって解決する。淀橋教会は正式に日本聖教会の所属になる。一方、中田重治側は聖書学院内に柏木教会を設立する。1941年（昭和16年）に日本基督教団が設立され、日本基督教団第六部の所属になる。
1942年（昭和17年）、ホーリネス弾圧事件により、小原十三司が投獄される。1943年（昭和18年）、政府よりホーリネス系の教会に解散命令が出て、淀橋教会は閉鎖される。1945年（昭和20年）
にはアメリカ軍の空襲で教会堂が焼失する。
戦後、小原が淀橋教会を再建する。教会は新宿区百人町に移転される。1949年（昭和24年）、車田秋次、山崎亭治らが東洋宣教会の提案により、日本ホーリネス教団を設立した。それに対して小原十三司、一宮政吉らが指導者になり、日本基督教団にとどまり、ホーリネスの群を形成する。小原は中央委員長、東京聖書学校校長として尽力し、淀橋教会は小原の指導によりその中心的な教会になる。

### 峯野時代
1972年（昭和47年）に小原十三司が現職のまま死去すると、峯野龍弘が五代目牧師に就任する。そのころ日本基督教団内でイエスをキリストと告白しなくても教職試験を受けられる問題が起こったため、1992年（平成4年）に峯野龍弘が中心になり日本基督教団を離脱、ウェスレアン・ホーリネス教団を設立する。

### ヨハン教会との関係
淀橋教会韓国部が、淀韓（ヨハン）教会として1995年に独立している。